# Olympische Sommerspiele 1996/Teilnehmer (Libanon)
| Gelbes Symbol für Goldmedaillen mit stilisierten Olympischen Ringen | Graues Symbol für Silbermedaillen mit stilisierten Olympischen Ringen | Braundes Symbol für Bronzemedaillen mit stilisierten Olympischen Ringen |
| ------------------------------------------------------------------- | --------------------------------------------------------------------- | ----------------------------------------------------------------------- |
| —                                                                   | —                                                                     | —                                                                       |

Der Libanon nahm an den Olympischen Sommerspielen 1996 in Atlanta, USA, mit einer Sportlerin teil.

## Teilnehmer nach Sportarten

### Tischtennis
- Frauen-Einzel
Larissa Chouaib (لاريسا شعيب)
Vorrundengruppe C
24. Juli: 0:2-Niederlage gegen die spätere Silbermedaillengewinnerin Chen Jing ()
25. Juli: 0:2-Niederlage gegen Li Chunli ()
26. Juli: 0:2-Niederlage gegen Alessia Arisi ()
gesamt: 0:3 Spiele, 40:126 Punkte, Platz 49[1]